# 利泰尔
利泰尔，是匈牙利维斯普雷姆州所辖的一个村，总面积12.83平方公里，总人口2026，人口密度157.9人/平方公里（2010年1月1日）。